# ГЕС Aslancık
ГЕС Aslancık – гідроелектростанція на півночі Туреччини. Знаходячись після ГЕС Доганкент, становить нижній ступінь каскаду на річці Harşit Çayı, яка впадає до Чорного моря на східній околиці міста Тиреболу.
В межах проекту річку перекрили бетонною гравітаційною греблею висотою 29 метрів (від фундаменту, висота від на річки – 20 метрів). Вона утримує невелике водосховище з площею поверхні 0,18 км2 та об’ємом 1,64 млн м3, з якого бере початок прокладений через лівобережний гірський масив дериваційний тунель довжиною 13,1 км з діаметром 5,5 метра (завершальні 0,2 км в діаметрі 4,5 метра). Після запобіжного балансувального резервуару висотою 50 метрів з діаметром 22 метри тунель переходить у напірний водовід довжиною 0,25 км зі спадаючим діаметром від 4,5 до 3,2 метра. 
Основне обладнання ГЕС становлять дві турбіни типу Френсіс потужністю по 60 МВт, проте максимальний показник при їх спільній роботі не може перевищувати 93 МВт. Використовуючи напір у 135 метрів гідроагрегати повинні забезпечувати виробництво 418 млн кВт-год електроенергії на рік. 
Видача продукції відбувається по ЛЕП, розрахованій на роботу під напругою 154 кВ.